# Іфіт
Іфі́т (дав.-гр. Ἴφιτος) — ехальський принц, син Евріта, один з аргонавтів. Брат Іоли, якого вбив Геракл під час пошуків викраденої худоби.
За Гомером, подарував Одіссеєві батьківський чарівний лук, котрий став зброєю проти женихів Пенелопи.
Геракл хотів одружитися з Іолою, однак отримав відмову від Евріта зі звинуваченнями в крадіжці биків та коней. Іфіт, бажаючи допомогти, рушив на пошуки худоби разом з Гераклом і був скинутий ним з муру та помер.
За іншою версією, розлючений відмовою Геракл вкрав худобу Евріта. Іфіт погнався за злодієм, маючи намір повернути вкрадене, але був убитий в будинку Геракла.